# 胡車児
胡 車児（こ しゃじ、生没年不詳）は、中国後漢時代末期の武将。

## 正史の事跡
張繡配下。軍中第一の武勇を誇った。『三国志』魏書張繡伝注に引く『傅子』によると、建安2年（197年）に張繡が降伏した時、曹操は胡車児の武勇を賞して自ら金を与えたという。これを聞いた張繡は、側近に暗殺されるのではないかと疑い、曹操に再び反逆したという。この件のみで、以後は史書に記述がない。ただし同本伝では、曹操が張繡の族父張済の妻を側妾にしたため、これを怨恨に思い謀反したとある。

## 物語中の胡車児
小説『三国志演義』では、五百斤の荷物を背負い、一日七百里を歩くことができるほどの豪傑として登場する。曹操を護衛していた典韋を酔わせて、武器の鉄戟を奪うよう張繡に進言し、これを実行して典韋を討ち取ることに成功している。『演義』でもこれ以降は登場しない。